# Daulatpur (underdistrikt i Bangladesh, lat 24,04, long 88,83)
Daulatpur är ett underdistrikt i Bangladesh. Det ligger i den centrala delen av landet, 160 km väster om huvudstaden Dhaka.
Trakten runt Daulatpur består till största delen av jordbruksmark. Runt Daulatpur är det tätbefolkat, med 982 invånare per kvadratkilometer.